# Comune di Lyngby-Taarbæk
Il comune di Lyngby-Taarbæk è un comune danese situato nella regione di Hovedstaden. Capoluogo e sede amministrativa è la cittadina di Kongens Lyngby.
La squadra di calcio locale è il Lyngby Boldklub.

## Amministrazione

### Gemellaggi
- Nuuk